# Swarożyc
Swarożyc (łac. Zuarasiz, Zuarasici; st.rus. Сварожиць; ros. Сварожиц [ˈsvarɔːʒiʦ]), Swarożycz (st.rus. Сварожичь, ros. Сварожич [ˈsvarɔːʒitɕ]) – słowiański bóg ognia, syn Swaroga. Jeden z niewielu bogów, których kult zaświadczony został na obszarze całej Słowiańszczyzny. Najprawdopodobniej jest tożsamy z Radogostem, rzadziej utożsamiany także z Dadźbogiem.

## Etymologia
Teonim Swarożyc pochodzi od teonimu Swaróg z przyrostkiem -yc, -ycz. Według większości badaczy Swaróg związany jest ze słowem swar „kłótnia”, swarzyć się „kłócić się”, a wyrazami pokrewnymi są np. staroangielskie andswaru (→ angielskie swear), staronordyjskie sverja ‘przysięgać’, czy sanskryckie svarati (स्वरति) ‘śpiewać’, ‘brzmieć’, ‘chwalić’. Sugerowano także pokrewieństwo ze staro-wysoko-niemieckim gi-swerc ‘burzowe chmury’, st. ang. sweorc ‘ciemność, chmura, mgła’, niderlandzkim zwerk ‘chmura, pochmurne niebo’, oraz indyjskim svárgas ‘niebo’. Sugerowano też, że Swaróg może być pożyczką z języków indoaryjskich, lecz Słowian i indoaryjczków dzieliła zbyt duża przestrzeń by mieli oni bezpośredni kontakt.
Przyrostek -yc, -ic (prasłowiańskie *-itj, -iťь) na ogół uznawany jako przyrostek patronimiczny, czyli Swarożyc oznacza dosłownie „syn Swaroga” (jak pan → panicz) . Część badaczy uważa jednak, że przyrostek ten tutaj spełnia funkcję zdrobniającą, a Swarożyc oznacza „młodego, małego Swaroga”, podobnie jak serbskie Djurdjić to nie „syn Djurdja”, lecz „mały Djurdjo”, albo zachowane do XVIII w. połabskie büg oraz büzäc. Aleksander Brückner przywołuje modlitwy litewskie gdzie używa się formy zdrobniałej diewaite zamiast diewe (np. Perkune diewaite). 

## Źródła

### Słowianie połabscy
Swarożyc pierwszy raz pojawia się w tekście dotyczącym Słowian połabskich. Chrześcijański mnich Bruno z Kwerfurtu w liście do króla Henryka II z 1008 r. pisze, aby zakończył sojusz z pogańskimi Wieletami, zawarł pokój z Bolesławem Chrobrym, oraz wznowił misje chrystianizacyjne wśród Słowian:

Jeżeli jednak wolno bez obrazy królewskiej tak mówić, to czyż dobrze jest prześladować chrześcijanina, a mieć w przyjaźni naród pogański? Jakiż związek Chrystusa z Belialem, jakież porównanie światła z ciemnością; jakże się połączą Swarożyc lub diabeł z wodzem świętych, waszym i naszym Maurycym? Jakim sposobem schodzą się święta włócznia i chorągwie diabelskie, żywiące się krwią ludzką? Nie uważaszże za grzech, o królu, że co okropnością jest wymówić, głowa chrześcijańska pada w ofierze pod chorągwią diabelską? Czyż nie lepiej byłoby mieć takiego człowieka wiernym sobie, a z jego pomocą i radą mógłbyś i daninę pobierać i święte chrześcijaństwo w mieście pogańskim zaprowadzać. O jakże chciałbym, żebyś tego o którym mówię, władcę Bolesława miał nie za nieprzyjaciela, lecz za wiernego sobie. Być może, że odpowiesz: chcę.

Henryk II mimo krytyki ze strony kleru kontynuował sojusz z Wieletami. Z tego powodu około roku 1018 biskup i kronikarz Thietmar z Merseburga krytykując sojusz z poganami pokrótce opisuje ich religię w swojej Kronice: 

Jest w kraju Redarów pewien gród o trójkątnym kształcie i trzy zawierający bramy, zwany Redgoszczą [Riedegost], który otacza zewsząd wielka puszcza ręką mieszkańców nietknięta i czczona. Dwie bramy tego grodu stoją otworem dla wszystkich wchodzących, trzecia od strony wschodniej jest najmniejsza i wskazuje ścieżkę ku obok położonemu i z wyglądu bardzo straszliwemu jezioru. W ogrodzie nic nie ma poza świątynią zbudowaną przemyślnie z drzewa, która jako podwaliny ma poroża różnych zwierząt. Jej ściany zewnętrzne zdobią różne wizerunki bogów i bogiń, jak to mogą rozpoznać patrzący. Wewnątrz zaś stojąbogowie ludzką zrobieni ręką ozdobieni straszliwie w hełmy, pancerze z wyrytymi poszczególnymi imionami. Pierwszy pośród nich nazywa się Swarożyc (łac.: Zuarasici) i ponad innymi przez wszystkich pogan jest szanowany i czczony. Znajdują się tamże ich znaki (sztandary? [vexilla]), których nigdzie stąd nie zabierają, chyba że są potrzebne na wyprawę wojenną i wtedy niosą je piesi.

Z postacią Swarożyca może być także związany odyniec lub dzik , który w kulturach europejskich wiązany jest ze słońcem, wymieniony w dalszej części Kroniki, który wynurzać ma się z jeziora pod Radogoszczą:

Ilekroć grożą im [Wieletom] srogie przeciwności długiej wojny domowej, wychodzi ze wspomnianego jeziora potężny odyniec [oryg. inog] z pianą połyskującą na białych kłach i na oczach wszystkich tarza się z upodobaniem w kałuży wśród straszliwych wstrząsów.

### Słowianie wschodni
Swarożyc pojawia się także u Słowian wschodnich w zabytku homiletycznym z XII w. Słowo Chrystolubca: „do ognia modlą się, zowiąc go Swarożyczem”, oraz w Słowie św. Jana Chrystosoma: „a inni w Swarożyca wierzą i w Artemidę, którym głupi modlą się i koguty im rżną”.
Do Swarożyca może odnosić się także praca Ibn Rosteha Księga drogocennych klejnotów: „Wszyscy są czcicielami ognia, uprawiają najwięcej prosa, przy zbiorach wyrzucają z naczynia proso na łyżkę, wznoszą ją ku niebu; o Panie, tyś jest, co nam dał pożywienie, daj nam i teraz w obfitości”. Jednakże określenie „czciciele ognia” występujące w źródłach arabskich nie zawsze odnosi się do ognia jako bóstwa, lecz jest arabskim określeniem na bałwochwalstwo.

### Folklor południowosłowiański
W słoweńskiej Styrii znano demona o imieniu Szwarżycz (słoweń.: Švaržič), co dowodzi znajomości kultu Swarożyca wśród Słowian południowych. W 1952 roku chorwacki etnomuzykolog Zvonko Lovrenčević spisał ludową pieśń ze wsi Ciglena niedaleko Bjelovaru, którą przedstawiła Kate Kuntin (ur. 1868). Pieśń ta była śpiewana podczas świąt Bożego Narodzenia w jej rodzinie do 1980 r. tylko w domu, nigdy w kościele : 
| Moj božiću Svarožiću, lunaj le, lunaj le! Ti pohodi naše dvore, lunaj le, lunaj le! Naše dvore i obore, lunaj le, lunaj le! | Mój bożycu Swarożyczu, lunaj le, lunaj le! Odwiedź nasz dwór, lunaj le, lunaj le! Nasz dwór i oborę, lunaj le, lunaj le! |

Pieśń znała także Ivana Brlić-Mažuranić, która już w 1916 r. umieściła ją, w zmienionej przez siebie formie (Moj božiću Svarožiću, zlatno sunce, bijeli svijet! „Mój bożycu Swarożycu, złote słońce, biały świat!”), w swojej bajce Kako je Potjeh tražio istinu .

### Nazwy własne
Śladem kultu Swarożyca są także liczne nazwy miejscowe, jak wielkopolski Swarzędz, pomorski Swarożyn (dawniej Swarzyszewo), czeski Svařeň, Svárov, Svaryšov, połabski Swarzyn (obecnie Schwerin), czy ruski Swaryż, a także tabuizowane formy imienia bóstwa obecne w takich nazwach miejscowych jak Twarożna Góra w Polsce, Tvarožná w Czechach, Twarożna w Słowacji, czy Tvarog – ruiny zamku w Dobrovej w Styrii. Dodać należy także dwa zapisy toponomastyczne w ziemi nowogrodzkiej z XV wieku: Svaruzovo i Svaryz. W Słowenii zachowało się kilka nazw z rdzeniem Svar-, np. Svarje, Svarošek, hydronim Svarina, czy toponim zapisany jako Zwarocz na północny zachód od Celje. Nazwa miejscowości Sromlje (Swaromel w 1309 r.) pierwotnie odnosiła się do mieszkańców osady Svarom. Wieś Verače w archiwalnych źródłach nazywana była także Tbaraschitzberg lub Wzgórze Swarożyca (słoweń.: Svarožičev hrib), ale dopiero od 1480 roku. Torek niedaleko Senova w 1309 r. nazywany był Twarochem.

## Interpretacje
Swarożyc interpretowany jest jako bóg ognia. W mitologiach indoeuropejskich istnieje specjalne bóstwa ognia, które obdarzone są płcią męską, a nawet męską potencją, takie jak Agni czy Atar. Agni rodzi się zapalony przez Indrę od tarcia dwóch żaren: Nieba i Ziemi, co odwołuje się do ognia jako efektu stosunku seksualnego, a Swarożyc jest synem Swaroga, który interpretowany często jest jako bóg nieba, oraz jako bohater kulturowy – kowal, który włada ogniem. Z tym motywem związana jest kujawska pieśń ludowa:

Na podolu w szczyrem polu

stoi kuźnia na kamieniu.

A w tej kuźni kowal kuje,

nigdy ognia nie zgasuje.

Część badaczy uważa też, że Swarożyc jest tożsamy z Dadźbogiem. Przemawiać ma za tym fakt, że imię Swarożyc dosłownie oznacza „syn Swaroga”, a w Powieści Dorocznej, która zawiera fragment słowiańskiego tłumaczenia Kroniki Jana Malalasa, Dadźbóg także przedstawiany jest jako syn Swaroga. Dodatkowo, niepewne jest gdzie powstało tłumaczenie Kroniki; według Henryka Łowmiańskiego argumentem za bułgarskim tłumaczeniem Kroniki przemawia fakt, że w języku bułgarskim końcówka -ic, -yc uległa całkowitemu zapomnieniu, przez co w języku bułgarskim Dadźbóg nazywany jest „synem Swarogowym”, a w innych częściach słowiańszczyzny nazywany jest po prostu Swarożycem. Jednak nie ma ogólnej zgody co do takiej interpretacji, a jako argument przeciwko podaje się Słowo św. Jana Chrystosoma, które wymienia zarówno Swarożyca, jak i Dadźboga. W takim przypadku obaj bogowie byliby braćmi, synami Swaroga, Swarożyc byłby odpowiednikiem Agniego, a Dadźbóg odpowiednikiem Surji.
Być może Bruno wymienił w swoim liście św. Maurycego, patrona rycerstwa i walki zbrojnej, ponieważ uważał go za chrześcijańskiego odpowiednika Swarożyca.

### Swarożyc-Radogost
Swarożyc najprawdopodobniej tożsamy jest z Radogostem, bogiem wymienionym przez Adama z Bremy jako bóg naczelny Radogoszczy, gdzie według wcześniejszych źródeł bogiem naczelnym miał być Swarożyc, oraz, według Helmolda, bogiem Obodrytów.